# Xigang (köpinghuvudort i Kina, Jiangxi Sheng, lat 29,09, long 114,40)
Xigang är en köpinghuvudort i Kina. Den ligger i provinsen Jiangxi, i den sydöstra delen av landet, omkring 150 kilometer väster om provinshuvudstaden Nanchang. Antalet invånare är 21 136. Befolkningen består av 10 275 kvinnor och 10 861 män. Barn under 15 år utgör 26,0 %, vuxna 15-64 år 65 %, och äldre över 65 år 7,0 %.
Runt Xigang är det ganska tätbefolkat, med 160 invånare per kvadratkilometer. Närmaste större samhälle är Zhajin, 18,5 km sydväst om Xigang. I omgivningarna runt Xigang växer huvudsakligen savannskog.
Genomsnittlig årsnederbörd är 2 181 millimeter. Den regnigaste månaden är maj, med i genomsnitt 349 mm nederbörd, och den torraste är januari, med 56 mm nederbörd.